# 2012 - Skrivnost kristalne lobanje
2012 - Skrivnost kristalne lobanje  je pustolovski roman avtorjev Chrisa Mortona in Ceri Louise Thomas, ki je nastal na podlagi njunih več kot 13-letnih raziskovanj o kristalnih lobanjah, kulturi in prerokbah starih Majev. Roman je v slovenščini izšel leta 2010, pri založbi Gnostica. 
Do sedaj je bila knjiga prevedena v petnajst jezikov.

## Vsebina
Zgodba spremlja arheologinjo Lauro Shepherd od 1. decembra 2012 pa vse do usodnega datuma 21. decembra 2012, ko naj bi po sodobnih interpretacijah Majevskih prerokb prišel konec sveta. Lauro, ki je še vedno obremenjena s smrtjo svoje hčere, se mora soočiti s smrtjo sodelavca dr. Ronalda Smitha, ki je prav tako strokovnjak za stare Maje kot Laura. V njegovih rokah je našla kristalno lobanjo, ki jo je čvrsto stiskal. Ker policija ne zna odgovoriti na ključna vprašanja o smrti Laurinega sodelavca, ji direktor muzeja, v katerem je zaposlena, naroči, naj razišče izvor in pomen lobanje ter njeno povezavo s smrtjo dr. Smitha. Sledi jo najprej vodijo do Anne Crockett-Burrows, ki ji poveda svojo življenjsko zgodbo, na katero je usodno vplivala kristalna lobanja. Preden se dobro zave, jo tok dogodkov potegne v svet okultizma, zloveščih znamenj in kriptografskih šifer in tako se znajde na nevarni nalogi, kjer se sreča s potomci starodavnih Majev, šamani, Majevskimi svetišči in razdiralnimi posledicami sodobne civilizacije ter pohlepa ambicioznih pozameznikov.

### Vplivi
Roman, ki se je začel kot scenarij za film, je mogoče navdihnil tudi Rolanda Emmericha, da je ustvaril visokoproračunski film z naslovom 2012.